# 1987 en santé et médecine
| Années de la santé et de la médecine : 1984 - 1985 - 1986 - 1987 - 1988 - 1989 - 1990    |
| Décennies de la santé et de la médecine : 1950 - 1960 - 1970 - 1980 - 1990 - 2000 - 2010 |

Cet article présente les faits marquants de l'année 1987 en santé et médecine.

## Événements
- 22 février : Andy Warhol meurt des suites d'une opération à la vésicule biliaire[1].
- 20 mars : la Food and Drug Administration (FDA) autorise aux États-Unis l'emploi du médicament antirétroviral AZT dans le traitement du SIDA.
- 27 mars : l’Église catholique rappelle son opposition de principe aux manipulations génétiques.
- 31 août : aux États-Unis, la FDA autorise, contre l'hypercholestérolémie, la mise sur le marché de la lovastatine, première statine commercialisée[2].

- 19 novembre, Kanwaljeet Anand publie un article faisant la preuve que le nouveau-né humain à la capacité de ressentir la douleur[3], appuyé sur un autre publié quelques semaines plus tôt sur le rapport entre anesthésique et stress[4]. Il révolutionne ainsi l'entendement de la douleur de l'enfant ce qui impose en conséquence une meilleure prise en charge.
- Novembre : dans le bassin de Santa Catalina, au large de la Californie, le sous-marin de recherche Alvin découvre par 1 240 mètres de fond un écosystème marin développé  sur une carcasse de baleine[5].
- 29 décembre : la FDA autorise le Prozac aux États-Unis.
- Décembre : Les professeurs Benabib et Pollak réalisent la première application de la stimulation cérébrale profonde, dans le traitement des troubles du mouvement qui affectent les patients atteints de la maladie de Parkinson[6].

## Décès
- 4 février : Carl Rogers (né en 1902), psychothérapeute, psychologue clinicien français.

Date à préciser
- Henri Aubin (né en 1903), psychiatre français.